# Somnul lui Richi
Somnul lui Richi este un film românesc din 2015 regizat de Laurențiu Gligor, Iulian Stanciu. Rolurile principale au fost interpretate de actorii Șerban Gomoi, Roxana Condurache, Feras Sarmini.

## Distribuție
Distribuția filmului este alcătuită din:
- Șerban Gomoi
- Vlad Udrescu
- Roxana Condurache
- Feras Sarmini